# Schistura rupecula
Schistura rupecula és una espècie de peix de la família dels balitòrids i de l'ordre dels cipriniformes.És un peix d'aigua dolça de l'Índia i Nepal.
Els adults poden assolir els 6,7 cm de longitud.